# Бакленд-Эбби
Баклннд-Эбби (англ. Buckland Abbey) — бывшее цистерцианское аббатство в Йелвертоне, Девоншир, на юге Англии, которое после тюдоровской секуляризации было перестроено в усадебный дом.
Первым светским владельцем аббатства был Ричард Гренвиль, вторым — его сын и тёзка, знаменитый мореплаватель. В 1581 году Гренвиль продал усадьбу другому флотоводцу, Фрэнсису Дрейку, который прожил здесь 16 лет. Вплоть до 1946 года имением владели потомки его племянника. В 1946 году усадьба была передана Национальному фонду и распахнула свои двери для посетителей в качестве музея. Одним из наиболее любопытных его экспонатов является барабан Дрейка.